# Förbundet för mödra- och skyddshem
Förbundet för mödra- och skyddshem (finska: Ensi- ja turvakotien liitto) är en finländsk barnskyddsorganisation. 
Organisationen, som grundades 1945 och har sitt säte i Helsingfors, har till ändamål att trygga barns rätt till gynnsamma uppväxtförhållanden, stödja föräldraskapet och familjen samt motverka familjevåld. Förbundet består av 28 medlemsföreningar, som upprätthåller 11 mödrahem (Ensi koti, "första hemmet", där ensamma mödrar får vistas någon tid före och efter förlossningen), sju mödrahem för drogberoende och 14 skyddshem för personer som hotas av familjevåld samt talrika aktiviteter och projekt inom den öppna vården. Initiativet till det första Ensi koti-hemmet, som öppnades 1942 i Helsingfors, togs 1936 av Miina Sillanpää, medan de första skyddshemmen inrättades 1979. Verksamheten finansieras huvudsakligen genom statliga Veikkaus Ab och bidrag från Stiftelsen Barnens dag, där Förbundet för mödra- och skyddshem är stiftande medlem.